# Solution hydroalcoolique

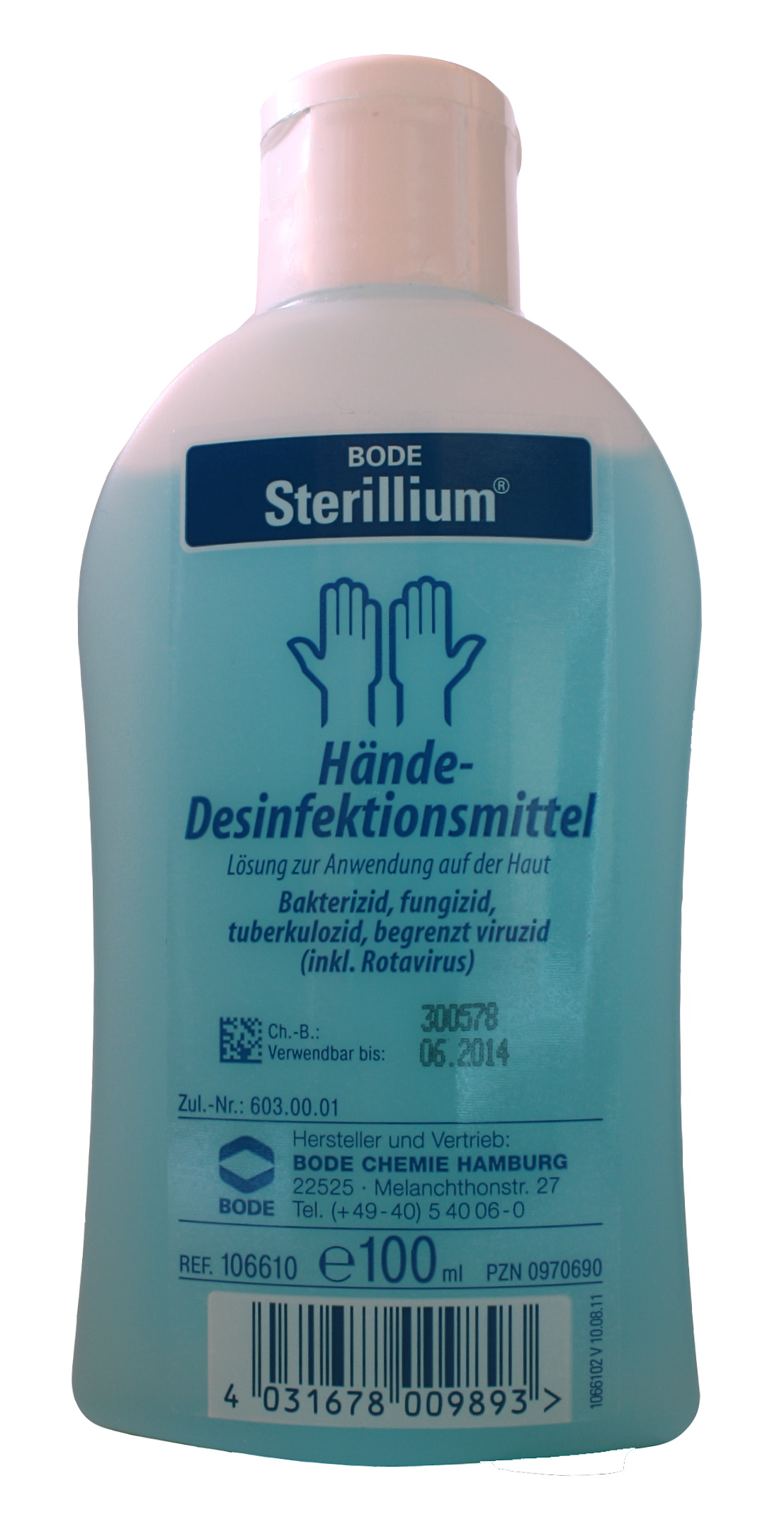
Bouteille de solution hydroalcoolique

Les solutions hydroalcooliques ou hydro-alcooliques (nommées par acronymie SHA ou SHAL) sont des solutions aseptisantes cutanées. Elles sont employées afin d'assurer l'hygiène des mains. Elles agissent par contact direct et mécanique (en friction) et s'utilisent sans eau.
Les solutions hydroalcooliques ont des propriétés bactéricides, virucides et fongicides, sans effet nettoyant. Elles doivent être appliquées sur des mains sèches et non souillées.
Pratiquer l'hygiène des mains par friction hydroalcoolique est devenu une procédure recommandée par l'OMS à opportunité égale d'utilisation d'une des méthodes d'hygiène des mains : la procédure est plus rapide, plus efficace et mieux tolérée qu'un lavage avec de l'eau et un savon antiseptique. Elle permet d'améliorer l'observance par les usagers et leur permet de respecter les recommandations relatives aux bonnes pratiques d'hygiène.

## Histoire
Les premières mesures de désinfection des mains dans le milieu médical ont été préconisées par l'obstétricien viennois Ignace Philippe Semmelweis en 1847 avec l'usage d'une solution d'hypochlorite de calcium.[réf. nécessaire]
Dans les années 1960, un jeune interne en cardiologie de l'hôpital de Hambourg, Peter Kalmár, constate que la solution au formaldéhyde dans laquelle les internes trempent leurs mains entre deux visites de malades contient des bactéries. Le lavage des mains à l'alcool par les chirurgiens ne maintient pas la stérilité sur toute la durée des opérations. De nombreux malades meurent d'infections post-opératoires. Il entre alors en contact avec Rolf Steinhagen, un chimiste de la société Dr. Bode & Co (de) spécialisée en produits désinfectants. Il cherche à créer un produit qu'on puisse appliquer directement sur les mains avec un distributeur, à action désinfectante rapide en quelques minutes et dont l'effet bactéricide agisse en profondeur et perdure sans abîmer pour autant la peau des mains. Après une série d'essais et une autorisation de mise sur le marché, en juin 1965, la première solution hydroalcoolique est commercialisée à Hambourg sous le nom de Sterillium,. Ce produit figure toujours dans la liste des désinfectants agréés en 2017 par l'Institut Robert-Koch.
Walter Koller et Manfred Rotter publient dans les années 1970 des travaux mesurant l'efficacité antimicrobienne remarquable des SHA,. En 1975, William Griffiths, à l'hôpital de Fribourg en Suisse, formule une solution hydroalcoolique à base d'isopropanol et de chlorexidine. En 1979, le produit sous cette formulation est introduit dans les hôpitaux universitaires de Genève,. En 1995, Didier Pittet en rend populaire la formulation, en particulier auprès de l'OMS, et en empêche sa privatisation. Cela fait de lui « le médecin le plus cher au monde, par manque à gagner », estime avec humour son employeur, environ « 1,7 milliard de francs [suisses], c'est la somme qu'il aurait encaissée s'il avait reçu 0,1 centime par flacon vendu chaque année ».

## Usages

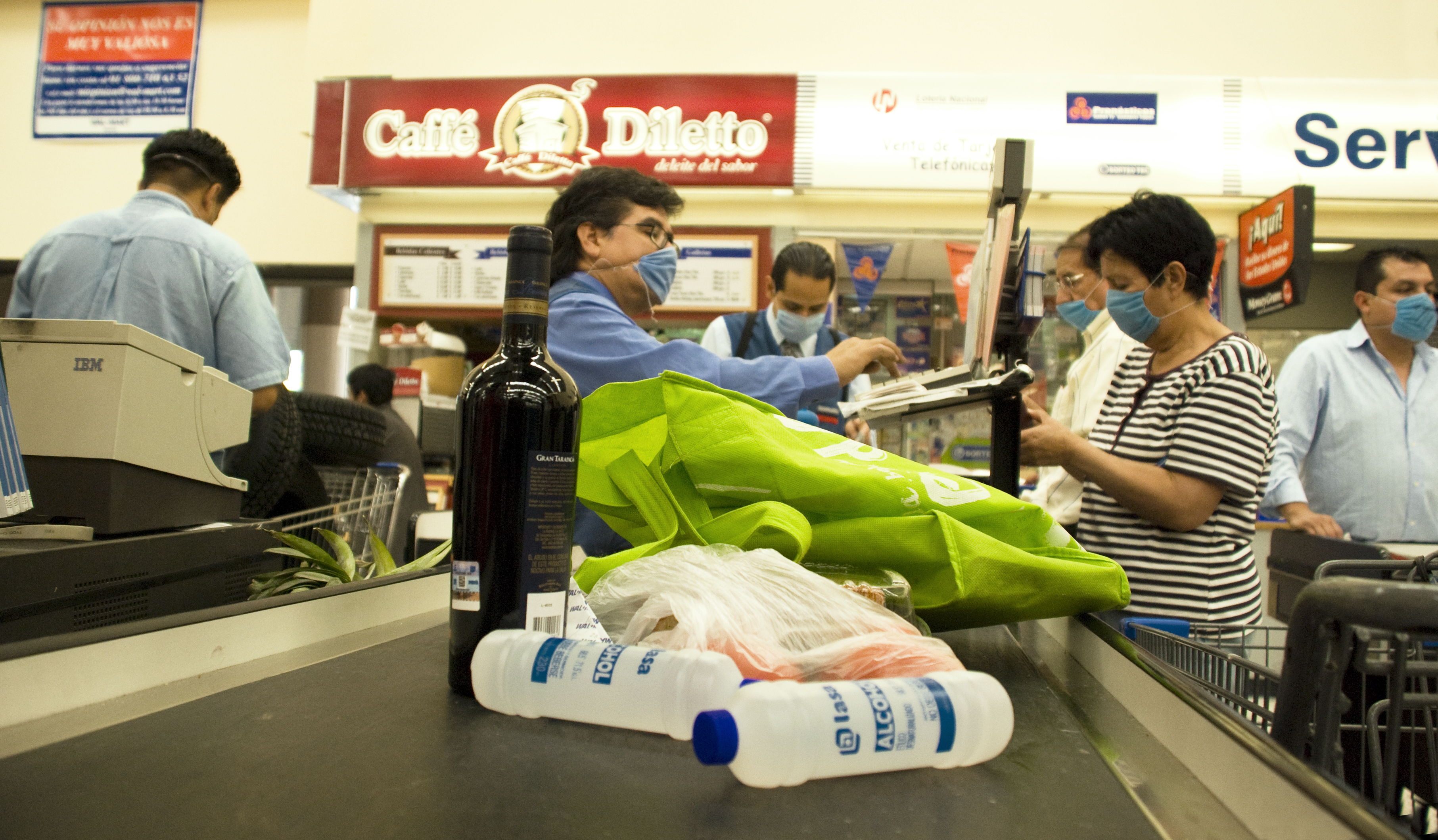
Une frénésie d'achat de solutions hydroalcooliques, ici au Mexique, s'empare du monde entier en 2009 à l'occasion de la pandémie de grippe A/H1N1.

Les indications d'AMM des SHA sont l'antisepsie et la désinfection de la peau saine, propre et sèche.
En médecine
L'usage des solutions hydroalcooliques est recommandé par l'Organisation mondiale de la santé dans le cadre du plan de lutte contre les infections nosocomiales. Leur utilisation est recommandée dans la pratique des soins de santé. Leur utilisation en remplacement ou en complément du lavage chirurgical se généralise dans les blocs opératoires.
En santé publique
Depuis 1977, plusieurs études font l'évaluation des pratiques d’hygiène des mains. Dès 2001, les solutions hydroalcooliques sont promues pour lutter contre les maladies nosocomiales. À partir de 2009, différents organismes de prévention de santé, dont l'OMS au niveau mondial, ou l'Agence nationale de sécurité du médicament et des produits de santé en France, recommandent l'usage de solution hydroalcoolique à titre de comportements-barrière dans le cadre de la prévention de la diffusion des germes lors des crises pandémiques grippales.

## Composition et fabrication
La composition des solutions hydroalcooliques est standardisée, malgré quelques variations introduites par les sociétés pharmaceutiques. Les deux principes actifs sont un alcool et un agent antibactérien ; on peut ajouter également un agent émollient, un agent moussant, un colorant, ou du parfum. Les solutions hydroalcooliques sont, par définition, plus fluides que les gels hydroalcooliques (GHA). La formulation de la solution hydroalcoolique retenue par l'Organisation mondiale de la santé est popularisée par Didier Pittet. 
Il est très aisé de fabriquer sa propre solution hydroalcoolique : tous les composants (alcool, eau oxygénée, glycérine, eau) se trouvent en vente libre dans les grandes surfaces. Des conditions d'hygiène et de sécurité doivent néanmoins être respectées (récipients propres, manipulation avec des gants, stockage sécuritaire). En 2020, le gouvernement français utilise la formulation de l'OMS dans un décret et donne une procédure de fabrication et des conseils de stockage. 
|                                           | 10 L    | 1 L     | équiv. en masse |
| Alcool (éthanol à 96 %)*                  | 8,333 L | 0,833 L | 655 g           |
| Eau oxygénée (peroxyde d'hydrogène à 3 %) | 0,417 L | 0,042 L | 42,1 g          |
| Glycérine (glycérol à 98 %)               | 0,145 L | 0,014 L | 18,3 g          |
| Eau (distillée, ou bouillie et refroidie) | q.s.p.  | q.s.p.  | 110,5 g         |

* On peut y substituer de l'isopropanol (propan-2-ol) à 99,8 % (7,515 L pour une solution de 10 L).
Durant la pandémie de Covid-19, l’OMS a publié un « Guide de production locale » de solutions hydroalcooliques. En France, des entreprises qui ne sont pas des laboratoires se lancent dans la production de gels hydroalcooliques.
En France, le prix des solutions hydroalcooliques est réglementé à partir du 6 mars 2020, cette réglementation est encore en vigueur en mai 2021. De plus, le Gouvernement autorise, du 6 mars au 1er octobre 2020 , la préparation par les pharmacies des solutions hydroalcooliques destinées à l'hygiène humaine, en cas de rupture de leur approvisionnement,,. Les sanctions sont élevées : « Tout vendeur ne respectant pas cette mesure pourra faire l'objet d'une contravention de 5e classe : 7 500 € d'amende par produit vendu ».

## Intérêt
- Efficacité et rémanence : les solutions hydroalcooliques ont un large spectre d'action contre les micro-organismes.
- Tolérance cutanée : les SHA contiennent un agent émollient et sont hypoallergéniques, elles sont mieux tolérées que la désinfection des mains par un lavage traditionnel eau + savon[24].
- Durée : pour une efficacité optimale le temps de friction doit être au minimum de 30 secondes pour une désinfection simple, 1 minute pour une désinfection antiseptique et deux fois 1 minute pour une désinfection chirurgicale après un lavage des mains de 1 minute.
- Observance par les usagers : facilité et simplicité d'utilisation, encombrement et conditionnement réduits, installation dans des lieux sans point d'eau, indications multiples.

## Inconvénients et contre-indications
En l'état actuel des connaissances, il n'existe pas de risques reprotoxiques ni cancérigènes liés à l'utilisation normale d'une solution hydroalcoolique sans bisphénol A, ni même de risques neurotoxiques ;
- l'éthanol et l'alcool isopropylique — dans la mesure où il n'excède pas 60 % — ne présentent pas de risque sanitaire, même si le Centre international de recherche sur le cancer classe l'éthanol (contenu dans les boissons alcoolisées) dans le groupe 1 des agents cancérogènes pour l’homme[26] ;
- les risques d'inhalation de l'éthanol ou de pénétration dans l'organisme par voie cutanée sont jugés extrêmement rares par l'ANSM[27] lors de l'utilisation d'une solution hydroalcoolique, de même que les risques d'allergies.

Il n'existe pas de contre-indications à l'utilisation d'une solution hydroalcoolique dès lors qu'il est dépourvu de bisphénol A.
Les femmes enceintes peuvent utiliser une solution hydroalcoolique sans bisphénol A et sans parabène pour l'hygiène de leurs mains — répondant à la norme en vigueur — en l'absence de point d'eau par exemple, et dans les conditions normales d'utilisation.
En France, l'Institut national de recherche et de sécurité (INRS) exprime des avertissements sur l'inflammation de l’éthanol qui reste « un liquide très inflammable (le point d’éclair en coupelle fermée est de 13 °C) dont les vapeurs peuvent former des mélanges explosifs avec l’air dans les limites de 3,3 à 27,7 % en volume. » De plus, cet institut souligne que « les solutions aqueuses d’éthanol, même faiblement concentrées, peuvent également s’enflammer aisément (le point d’éclair d’une solution à 70 % est de 21 °C, celui d’une solution à 10 % est de 49 °C).  »

## Procédure
La procédure d'hygiène des mains à l'aide d'une solution hydroalcoolique doit respecter une séquence bien précise :
- mains propres et sèches, et après avoir vérifié l'absence de contre-indication ;
- remplir le creux d'une main avec 3 ml de solution hydroalcoolique ;
- appliquer la SHA sur les deux mains en frictionnant jusqu'à ce que les mains soient sèches, sans oublier d'appliquer le produit entre les doigts et sur les pouces :
  - paume contre paume,
  - paume de la main droite sur le dos de la main gauche et vice-versa,
  - paume contre paume, doigts entrelacés,
  - dos des doigts contre la paume opposée avec les doigts emboîtés,
  - friction circulaire du pouce droit dans la paume gauche et vice-versa,
  - pulpe des doigts de la main droite dans la paume gauche et vice-versa,
  - tranche cubitale droite et inversement,
  - poignet droit puis poignet gauche.

La procédure entière peut durer jusqu'à trente secondes pour que les mains soient bien sèches. Une bonne qualité de friction lors de l'application permet une bonne pénétration des agents émollients adoucissants et donc une bonne protection de la peau.[réf. nécessaire]

## Efficacité microbiologique
Les SHA agissent sur un large spectre de bactéries, de virus et de champignons. Leur efficacité sur les bactéries végétatives est cent fois supérieure sur la flore commensale comparée à tous les savons antiseptiques disponibles sur le marché européen[réf. souhaitée]. 
L'efficacité des SHA dépend directement de leur composition chimique et en particulier de leur teneur en alcool. Ainsi, il est peu probable que de l'éthanol titré à 80% en volume soit suffisamment efficace contre le poliovirus, le calicivirus (FCV), le polyomavirus, le virus de l'hépatite A (HAV) et le virus de la fièvre aphteuse (FMDV). Le spectre d'activité virucide de l'éthanol titré à 95 % en volume couvre cependant la majorité des virus cliniquement pertinents. 
Tous les produits mis sur le marché ne se valent pas. Avec les épidémies H5N1 et H1N1, entre autres, on trouve une très grande offre de produits opportunistes dont les compositions et les efficacités ne sont pas toutes équivalentes. Il convient de privilégier les produits répondant aux normes suivantes : 
- effet bactéricide : NF EN 1040 et NF EN 1500 ;
- effet virucide : NF EN 14476[32] qui définit l'efficacité sur les virus grippaux (H1N1, H5N1, H3N2), coronavirus (SRAS), VIH, rotavirus (gastro-entérite), herpès, poliovirus, adénovirus, etc. ;
- effet fongicide : NF EN 1275.

Après la parution en 2018 d'une étude sur la tolérance in vitro de certaines souches de Enterococcus faecium, bactérie responsable d'infections à entérocoques, à une faible concentration d’alcool (23 %), une série de grands médias, dont Reuters, The Guardian, Forbes, CNN, et Der Spiegel, a diffusé des articles alarmants sur l'efficacité minime des solutions hydroalcooliques pour la désinfection des mains contre les organismes multirésistants, en l’occurrence les enterococcus résistants à la vancomycine (VRE),,,,,. En réponse, des chercheurs de l'université de Genève et de l'INSERM publient en novembre 2020 dans le bulletin de Swissnoso (association réunissant les spécialistes les plus éminents du domaine des maladies infectieuses nosocomiales et de l’hygiène hospitalière en Suisse) un article qui dénonce l’effet néfaste de fausses informations « dans le domaine de la prévention et du contrôle des infections et de l’hygiène des mains ».

## Effets sur la santé
Les effets néfastes sur la santé humaine des solutions hydroalcooliques sont négligeables. Une mauvaise utilisation (ingestion ou projection) entraine néanmoins des symptômes tels qu'irritations, allergies, états de somnolence, agitation, maux de tête, nausées, vertiges, et même ébriété chez les enfants. En raison de la présence de certains substances — triclosan ou des éthers de glycol, perturbateurs hormonaux connus — dans des produits vendus dans le commerce, une association a recommandé en 2013 de limiter l'utilisation des SHA.
Les solutions hydro-alcooliques ne sont ni phototoxiques ni photosensibilisantes mais l'utilisation au soleil de solutions parfumées peut entrainer une pigmentation de la peau. De plus, le sébum sécrété par la glande sébacée de la surface de la peau possédant une activité antivirale, une utilisation trop fréquente de solutions hydroalcooliques peut éliminer ce film lipidique et alors engendrer une sécheresse et une irritabilité de la peau qui favorisent l'invasion microbienne dans sa couche la plus profonde, l'hypoderme.

## Conditionnement et vente
Conçu en plastique jetable, le conditionnement des solutions hydroalcooliques est le flacon souple ou la poche pour distributeur. Des dispositifs à bouton-poussoir permettent d'éviter les contaminations croisées, à condition de ne pas utiliser les mains pour appuyer. 

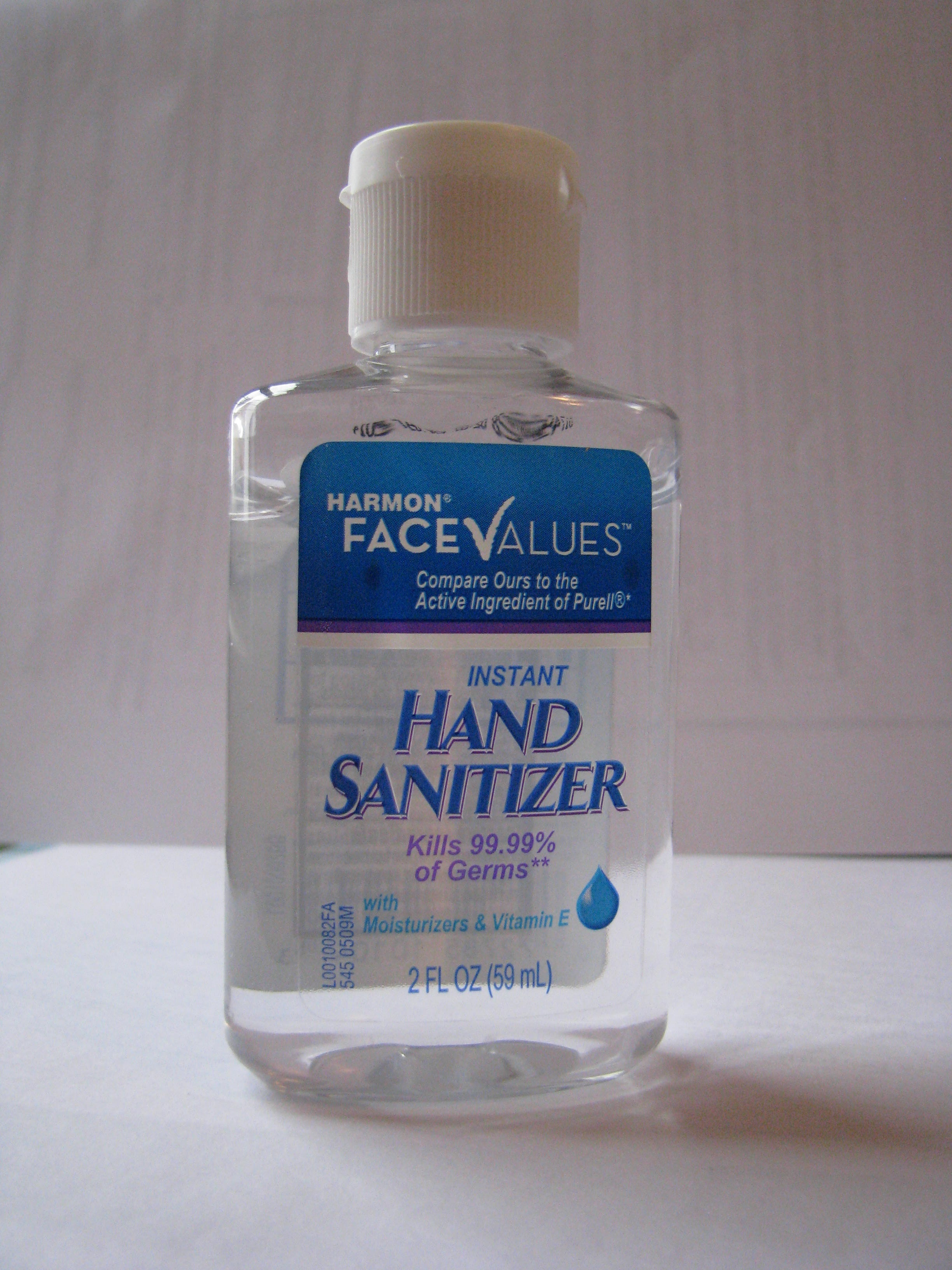
Flacon souple
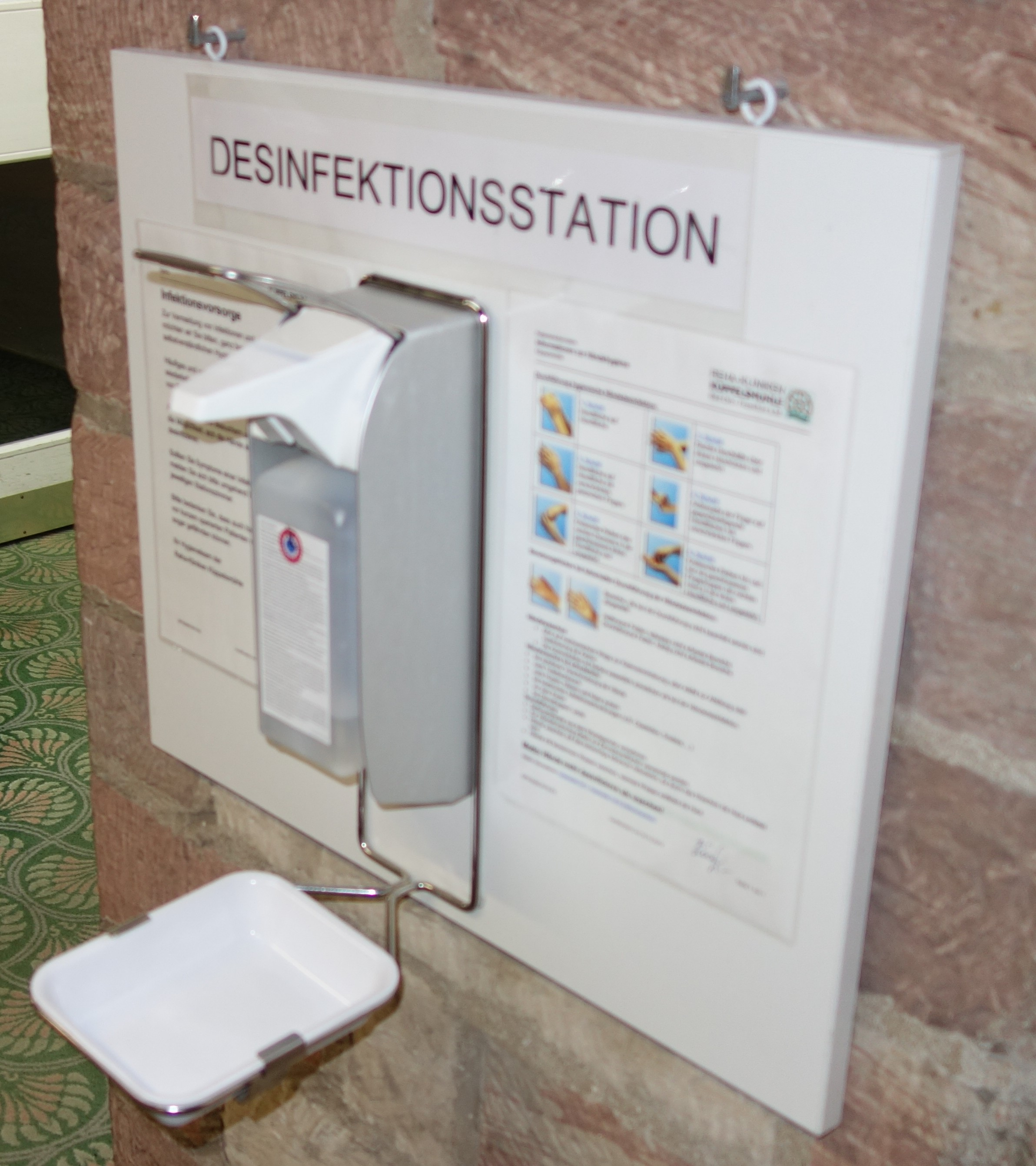
Distributeur à bouton-poussoir vertical
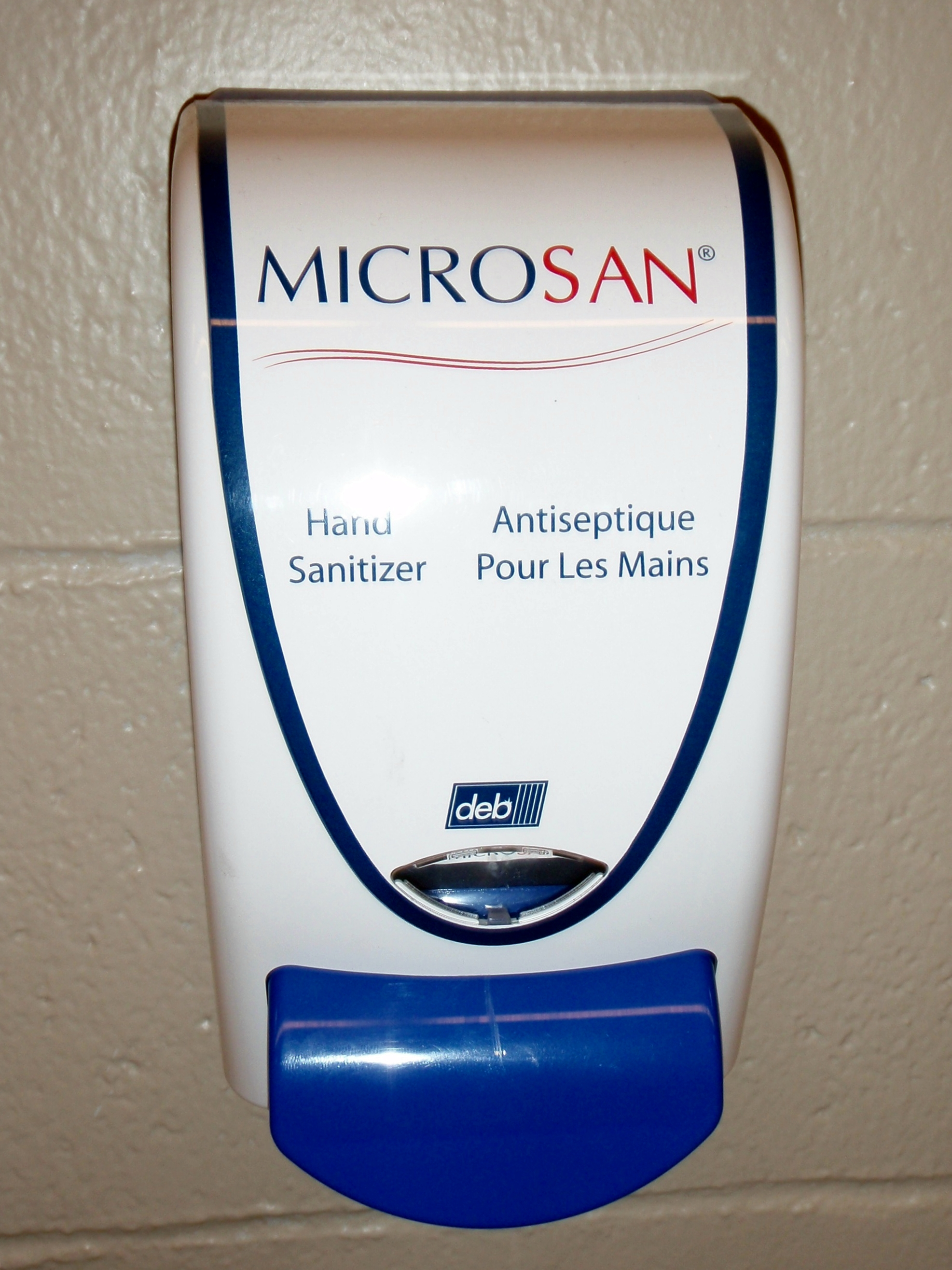
Distributeur à bouton-poussoir horizontal

Le produit en conditionnement commercial est en vente libre. Les officines de pharmacie en délivrent traditionnellement, mais on les trouve dans toutes les surfaces de vente.